# إل بينيون دي جواتابي
إل بينيون دي جواتابي هي صخرة ضخمة تقع في جواتابي،إدارة أنتيوكيا،كولومبيا.